# アサデス。ラジオ
『アサデス。ラジオ』は、九州朝日放送が2019年4月1日から放送している生ワイド番組。

## 概要
放送開始からの2年間は『小林徹夫のアサデス。ラジオ』（こばやしてつおのアサデス。ラジオ）であり、同局アナウンサー・小林徹夫の冠番組として放送。テレビ版『アサデス。KBC』の真裏で放送されており、テレビで放送した話題をさらにラジオで深堀する連動コーナーが多く存在した（「NEWSここ大事」と「ニュース ここ大事」、「深オイ」と「ラジオで深オイ」、「芸能オッショイ!」と「ラジオで芸能オッショイ」）。また、テーマ曲はリニューアル後の『ブランチ』以外、全期通して『アサデス。KBC』と共通。
2021年3月29日、KBCラジオは番組編成を大幅リニューアルし、平日のワイドを実質『アサデス。ラジオ』と『PAO〜N』に統一する構成とした。当該時間は2021年3月26日まで放送の『富田薫のアサコレ!』・『小林徹夫のアサデス。ラジオ』・『川上政行 今日もしゃべりずき!』・『ハザマデス』の4番組を巻き込んだ大幅改編と枠統合となり、毎週月曜日 - 金曜日 5時15分 - 12時45分、3部構成の7時間30分の長時間ワイド番組となった。2022年3月28日からは番組構成が見直され、毎週月曜日 - 金曜日 6時30分 - 12時00分、5時間30分となっている。
キャッチコピーは『世界で一番福岡の事しゃべっている』であろうラジオ番組。これまでのエッセンスを受け継ぎながら福岡が好きなリスナーや喋り手、スタッフと【Local（身近）】【Timely（今）】【Reality（本音）】の3本立てとなる“福岡愛”で届けることを標榜している。

## 小林徹夫のアサデス。ラジオ
『小林徹夫のアサデス。ラジオ』（こばやしてつおのアサデス。ラジオ）は『アサデス。ラジオ』の母体にあたり、前述通り同局アナウンサー・小林徹夫の冠番組でもあった。
2016年4月1日から3年間放送されてきた『川上政行 朝からしゃべりずき!』の後番組としてスタート。2019年4月1日 - 2021年3月26日の毎週月曜日 - 金曜日の6:30 - 9:29（2020年10月からは6:30 - 9:00、詳細後述）に放送され、九州朝日放送（KBC）が同じ時間帯（6:00 - 8:00）にテレビで放送している『アサデス。KBC』のラジオ版に当たる番組で、レギュラー出演者の一部が別の曜日に同番組へ登場するほか、同番組と連動させ、テレビでフォローできなかった部分をさらに掘り下げるコーナーを組み込んだ。
メインパーソナリティの小林は、東北放送から移籍した2001年から、主にスポーツアナウンサーとして活動していた。当番組の放送開始を機にスポーツの担当を退いたが、2018年度まで出演していた『KBCホークスナイター』には、当番組の開始後も福岡ソフトバンクホークスのホームゲーム中継にゲストで随時登場している。
2020年10月の改編で12時台に『ハザマデス』を組み込むため、『川上政行 今日もしゃべりずき!』の放送時間を繰り上げ。そのため番組も30分縮小の6:30 - 9:00となる。9時台に放送していたコーナーの一部はそのまま『しゃべりずき』に移動。

### 出演者
※メインパーソナリティとパートナーはいずれも、九州朝日放送（KBC）の現役アナウンサー。

#### 2021年3月26日終了時点の担当
メインパーソナリティ
- 小林徹夫

パートナー
- 松下由依（2020年10月～：月曜日）
- 山﨑萌絵（2019年度：水・木曜日→2020年4月～7月：木・金曜日→2020年8月～:木・金曜日）
- 加藤恭子（2020年8月5日～2020年9月：水曜日→2020年10月～：火・水曜日）

気象キャスター
- 尾澤功（KBCラジオ専属の気象予報士、「KBC天気予報」）
- 佐藤栄作（「栄作のお天気お答えしまーす!」）

コメンテーター
- 青木裕司（河合塾世界史講師、毎週月曜日）
- 川島透（映画監督、毎週火曜日）
- 浜崎陽一郎（株式会社Fusic副社長、2020年度から出演：毎月第1・3・5週の水曜日）
- 松浦恭子（弁護士、2019年10月から出演：毎月第2水曜日）
- 早崎裕子（弁護士、2019年10月から出演：毎月第4水曜日）
- 木下敏之（福岡大学経済学部教授：毎週木曜日）
- 早川裕章（KBC解説委員、2019年度：隔週水曜日→2020年度：隔週金曜日）
- 臼井賢一郎（KBC解説委員長、2020年度から出演：隔週金曜日）

コーナーパーソナリティ
- 島田洋七（「島田洋七の朝から言わせろ!」）
- 小柳有紀（同上）
- 居内陽平（KBCアナウンサー、「島田洋七の朝から言わせろ!」）
- 西田たかのり（「9時からホークス!西田がキラリ★」）

##### 過去
- 谷口真由美（2019年度のみ：コメンテーターとして隔週水曜日に出演）
  - 出演期間中の2019年6月から務めている公益社団法人日本ラグビーフットボール協会の理事職へ専念するため、当番組への出演を含むメディアでの活動を2020年3月で終了。
- 原岡薫（久留米大学名誉教授、2019年度のみコメンテーターとして毎週金曜日に出演）
- 細谷めぐみ（2019年度：金曜日→2020年4月～7月：火曜日パートナー）
  - 育児休暇に入るのため、2020年7月28日放送分で一時降板。
- 平川尚子（2019年度：月・火曜日→2020年4月～7月：月・水曜日→2020年8月～9月：月・火曜日）

### 出演者の変遷
| 期間       | 期間       | メイン パーソナリティ | パートナー | パートナー | パートナー | パートナー | パートナー |
| 期間       | 期間       | メイン パーソナリティ | 月曜日担当 | 火曜日担当 | 水曜日担当 | 木曜日担当 | 金曜日担当 |
| ---------- | ---------- | --------------------- | ---------- | ---------- | ---------- | ---------- | ---------- |
| 2019.04.01 | 2020.03.27 | 小林徹夫              | 平川尚子   | 平川尚子   | 山﨑萌絵   | 山﨑萌絵   | 細谷めぐみ |
| 2020.03.30 | 2020.07.31 | 小林徹夫              | 平川尚子   | 細谷めぐみ | 平川尚子   | 山﨑萌絵   | 山﨑萌絵   |
| 2020.08.03 | 2020.10.02 | 小林徹夫              | 平川尚子   | 平川尚子   | 加藤恭子   | 山﨑萌絵   | 山﨑萌絵   |
| 2020.10.05 | 2021.03.26 | 小林徹夫              | 松下由依   | 加藤恭子   | 加藤恭子   | 山﨑萌絵   | 山﨑萌絵   |

### タイムテーブル（2020年10月改編以降）
○：『アサデス。KBC』内の同名コーナーと連動

●：企画ネット枠（本編をKBCで独自に制作）

生放送番組のため、時刻は目安。

- 6:37 KBCニュース ここ大事○ - 7:46枠より移動
- 6:41 KBCニュース ここ大事○
- 6:54 KBC天気予報
- 7:00 7時のアサトピ～今朝の三枚おろし○● - 6時台冒頭で放送していた「アサトピ」を移動。
  - 武田鉄矢（KBCの本社がある福岡市の出身）がパーソナリティを務める『武田鉄矢・今朝の三枚おろし』（文化放送制作）から、スポンサーのCMのみ放送。
- 7:07 大事なニュース ここ大事!●
  - 川島がコメンテーターを務める火曜日には、「川島透ほぼノンフィクション劇場・映画をおいかけて」（映画監督としての川島のエピソードを小林・尾澤とパートナーが「劇団員」としてラジオドラマ風に再現する企画）を放送。
- 7:20 KBC天気予報
- 7:22 アサリポ - 8:10枠より枠移動
- 7:35 KBC交通情報
- 7:38 島田洋七の朝から言わせろ!!（事前収録）
- 7:43 KBC天気予報
- 7:45 コバヤシスポーツ - 7時台冒頭に放送していたものの移動版。
- 8:00 栄作のお天気お答えしまーす!
- 8:08 KBC交通情報
- 8:10 KBCニュース ここ大事○ - 7:46枠より移動
- 8:18 FDA 福岡空港・北九州空港フライトインフォメーション
- 8:20 フォーカス・イン - 7:07枠より移動
- 8:35 KBC交通情報
- 8:38 スズキ・ハッピーモーニング 羽田美智子のいってらっしゃい（ニッポン放送制作）
- 8:43 KBC天気予報
- 8:46 ラジオで深オイ○

#### 2020年9月末で終了
- ラジオで芸能オッショイ○

#### 『川上政行 今日もしゃべりずき!』へ移行
- 9時からホークス!西田がキラリ★
- ラジオショッピング

## アサデス。ラジオ（第1期）
前述通り、2021年3月29日の大幅リニューアルで『アサデス。ラジオ』を「アーリー」「モーニング」「ブランチ」の実質3部構成とした編成となった。1年後にリニューアルを行う関係でこの構成は2022年3月25日をもって終了。

### アサデス。ラジオmore
2021年11月1日から2022年2月28日まで、毎週月曜日の5:00 - 5:15にて放送。小林徹夫が担当。木曜日の8:08頃に放送していた「福岡のゴイスーな人列伝」をもう一度届けるプログラム。他の曜日の当該時間は『グッドモーニングKBC』か通販番組を編成。

### アサデス。ラジオ（アーリー）
2021年3月29日から2022年3月25日まで放送。これまでの『アサコレ!』に相当する枠。5:15 - 5:55に放送。出演者がこの後6:00から放送の『アサデス。KBC』の司会を務めており、当該時間帯もその準備をしていることから事前収録かつまとめ録りとなり、音楽とトークを中心とした番組構成となっていた。
番組の締めは「このあと6時からは、テレビもラジオも『アサデス。』でお楽しみください。」とアナウンスするが、『KBC』が休止の場合はその旨を報告。ただし、2021年8月13日のように急遽生放送を編成する場合は対応できないこともあった。
2022年2月7日 - 11日のみ、『サトケンの買って!?ちょ〜だい!』を5:15 - 5:30で連日編成するため、5:30 - 5:55で放送。

#### 出演者
- 宮本啓丞（月曜日・水曜日・金曜日）
- 徳永玲子（火曜日・木曜日）

代役
- 2021年7月29日 - 8月12日までの火・木は徳永が新型コロナウィルスの濃厚接触者と判断されたことからテレビともども出演を見合わせた。29日は宮本が出演しその旨を報告。8月3日・5日・10日・12日は『KBC』水曜コメンテーターのトコが代行した。
- 2022年1月21日・24日・26日は宮本の年次休暇消化に伴い、町田隼人（朝倉幸男）が代行した。『KBC』の方は1月17日 - 21日で休んでいるが、ラグがあるのは前述のまとめ録りの都合。

ゲスト
- 青木裕司（河合塾世界史講師、2021年12月27日・29日・2022年1月5日・7日）
- 町田隼人（朝倉幸男）（お笑い芸人・農家＝半農半芸、2022年3月18日・21日・23日）

### アサデス。ラジオ（モーニング）
これまでの『小林徹夫のアサデス。ラジオ』に相当する枠。これまでよりも30分前倒し・拡大され、6:00 - 9:00に放送。番組パートナーの出演曜日がシャッフルされたほか、小林の出演が長くなる代わりに1曜日縮小させ、金曜日に初代テレビ版『アサデス。』司会の近藤を投入した。
radikoではモーニング・ブランチの番組情報が書かれていたが、金曜日は決まって「金曜日はコンテツ&オカリサ!」という決まり文句が存在。

#### 出演者（終了当時）
メインパーソナリティ
- 沖繁義（月・火曜日）- 2022年2月28日より4週間限定でメインを担当。
- 近藤鉄太郎（水曜日～金曜日） - 2021年4月2日から金曜担当。2022年3月2日より水曜・木曜も4週間限定で担当。

パートナー
- 山﨑萌絵（月・火曜日）
- 加藤恭子（水・木曜日）- 2021年4月から9月は木曜のみ、10月から水曜日にも出演。
- 岡田理沙（金曜日）

代役
- メインが休演する場合は富田薫や中島つぐまさが担当したが、小林が休演の時は近藤が登場することもあった。
- パートナーが休演する場合は浜田しのぶ、軽部明香里などが担当。
- 2021年8月12日は後輩アナウンサーの長岡大雅が、12月9日は居内陽平が代役を担当した。ただし、後者はパートナーの役目となり、本来のパートナーの加藤が代役メインパーソナリティという形となった。

2021年4月から9月は、代役を含めて基本的にそのまま「ブランチ」も担当した。ただし、2021年9月15日に松下がテレビ版に出演するため「モーニング」のみ休演、代役となった軽部が「モーニング」のみの出演という例もある。
気象キャスター
- 尾澤功（KBCラジオ専属の気象予報士、「KBC天気予報」）
- 岡雄介（KBCラジオ専属の気象予報士、「KBC天気予報」）
- 佐藤栄作（「栄作のお天気お答えしまーす!」）

コメンテーター
- 青木裕司（河合塾世界史講師、毎週月曜日）
- 臼井賢一郎（KBC解説委員長、毎週火曜日） - 2021年4月から9月までは隔週での出演だったが後述の花田解説委員の異動により毎週出演に。
- 浜崎陽一郎（株式会社Fusic副社長、毎月第1・3・5週の水曜日） - オープニングトークでは毎回のように漫画の話題を出す。このため水曜日は「漫画の水曜日」の副題あり。
- 松浦恭子（弁護士、2019年10月小林徹夫の-から2022年3月9日まで毎月第2水曜日出演） - キャッチコピー「女性と子どもの問題はおまかせ」弁護士法人女性協同法律事務所所属。
- 早崎裕子（弁護士、2019年10月小林徹夫の-から2022年3月23日まで毎月第4水曜日）- キャッチコピー「元検事で弁護士」明倫国際法律事務所所属。
- 木下敏之（福岡大学経済学部教授、毎週木曜日）
- 早川裕章（KBC解説委員、毎週金曜日） - コメンテーターで唯一他曜日に出演することがあった（「アサデス。報道情報センター」にて。「ブランチ」内だった時も出演あり）。

スポーツコメンテーター（スポーツ情報コーナーに不定期出演）
- 西村龍次（野球、元ホークス選手・KBC野球解説者）
- 前田幸長（野球、元ドラゴンズ選手・KBC野球解説者）
- 山下芳輝（サッカー、元アビスパ福岡選手・元日本代表）
- 田尻耕太郎（野球、スポーツライター）
- 加藤暁（野球、フリーアナウンサー、元KBC）
- 槇嶋範彦（野球、フリーアナウンサー、元文化放送）
- 井上志帆子（相撲、タレント）

コーナーパーソナリティ
- 島田洋七（「島田洋七の朝から言わせろ!」）
- 小柳有紀（同上）
- 居内陽平（KBCアナウンサー、「島田洋七の朝から言わせろ!」）
- 西田たかのり（「西田たかのりホークス★キラリ」）
- 森福允彦（元ホークス選手、「西田たかのりホークス★キラリ」火曜日）
- 加藤和子（ホークス球団オフィシャルリポーター、「西田たかのりホークス★キラリ」金曜日）

第1期終了までに降板
- 小林徹夫 - 月曜から木曜のメイン。実況アナウンサーに復帰のため2022年2月24日をもって番組卒業。
- 松下由依 - 2021年4月から9月29日までパートナー。毎週水曜担当。
- 花田明男（KBC解説委員(当時)） - 2021年4月より解説委員長の臼井賢一郎と交互に火曜日に登場。近藤が報道部所属時の福岡市政キャップだったと2021年9月21日のモーニングのオープニングトークより。10月より考査室に異動のため当日を持って降板。

「アサリポ」リポーター（2021年4月-9月）
- 太田江莉奈（タレント、月曜日）
- 上田恵子（元ひまわり号リポーターアイタガール、火曜日、ふるさとWishの中継先からのリポートを担当。）
- 川島透（映画監督、水曜日、コーナー名『ぶらとおる』）
- 服部さやか（タレント、木曜日）
- ショウきん（お笑いコンビ「カイキンショウ」、金曜日）

### アサデス。ラジオ（ブランチ）
これまでの『今日もしゃべりずき!』『ハザマデス』相当枠。9:00 - 12:45に放送。『今日もしゃべり好き!』に出演していた百市なるみがメインとして番組を進行する。
番組開始当初から9月までは全曜日「モーニング」のメインパーソナリティとパートナーがそのまま居残り、9時の冒頭に関しては「モーニング」の2人が百市を呼び込む形で番組を始めることがあったが、ほどなくして百市からの名乗りで定着。
5月21日に放送された「一日ルミエール特集」が第59回ギャラクシー賞・ラジオ部門の「選奨」を受賞。
2021年10月に一部リニューアル。放送時間が12:30までとなり15分短縮。「モーニング」の2人の居残り体制は金曜のみに変更（＝出演者続投）となり、残りの月曜-木曜の「モーニング」の出演者はそちらに専念。かわって細谷めぐみや富田薫（コンシェルジュ富田）を投入。また、金曜のみの出演であった岡田が木曜にも「ブランチ」のみ出演。

#### 出演者
メインパーソナリティ
- 百市なるみ（ひゃくいち・なるみ）

代役
- 百市が休演する場合は浜田しのぶや軽部明香里などが担当。

パートナー
- 細谷めぐみ（月～水曜日） - 2020年8月に産休に入って以来の復帰となる。
- 岡田理沙（木・金曜日）
- 近藤鉄太郎（金曜日）

コンシェルジュ（お世話係）
- 富田薫（月～木曜日） - 番組上では「コンシェルジュ富田」名義で登場。出番は原則ラジオショッピングと「テレフォン人生相談、でした」のみ。

コーナーパーソナリティ
- 太田祐輔（KBC解説委員、元アナウンサー、「みんなで防災!」「発信!GT-R」）
- 井上志帆子（タレント、「何の料理でSHOW」「この曲何でSHOW」「井上モニカ」）

過去
- 小林徹夫（月〜木曜日）
- 山﨑萌絵（月曜日・火曜日）
- 松下由依（水曜日）
- 加藤恭子（木曜日）

以上四名は金曜日の近藤・岡田同様「モーニング」からそのまま居残り、パートナーとして12:00まで出演していた（2021年8月あたりから。放送開始当初は12:30前あたりまで出演。休演時の代役も同様）が、松下は完全降板でテレビ版に異動、残る三名も2021年10月より「モーニング」に専念することになった。

### タイムテーブル
○：『アサデス。KBC』内の同名コーナーと連動

●：企画ネット枠（本編をKBCで独自に制作）

生放送番組のため、時刻は目安。
アーリー
- 05:15 オープニング
- 05:30 
  - （月・水）見っけた!アサデス。
  - （金）黙って聴けばピタリと当たる! アサデス。ラジオ アーリー ルーレット式おみくじ器 今週のアーリー占い - 番組の中で話題となった「ルーレット式おみくじ器」を取り寄せ、リスナーから生まれ星座と血液型を募集。それをもとに100円を投入し占いをするというもの。
- 05:50 エンディング

KBC朝日新聞ニュース・天気予報
- 05:55 ニュース・天気予報 - 番組構成上は独立枠。

モーニング
- 06:00 モーニング オープニング
- 06:12 KBCニュース ここ大事! ○
- 06:25 ENEOSプレゼンツ あさナビ（ニッポン放送）
- 06:33 ジャパネットたかたラジオショッピング - 「富田薫のアサコレ!」から枠移動。進行役も富田が続投。
- 06:38 フォーカス・イン - 8時台より枠移動。これまで同様コメンテーターのコラムコーナー。
- 06:50 KBC天気予報
- 07:00 7時のアサトピ～今朝の三枚おろし ○● - 武田鉄矢（KBCの本社がある福岡市の出身）がパーソナリティを務める『武田鉄矢・今朝の三枚おろし』（文化放送制作）から、スポンサーのCMのみ放送。この時間はストレートニュースを中心に放送
- 07:05 大事なニュース ここ大事! ● - 『お早うネットワーク』のスポンサーのCMのみ放送。放送内容はニッポン放送制作全国ネットの『お早う! ニュースネットワーク』と似通っており、コメンテーターによるニュース解説。
- 07:20（月）しっかり朝ごはん
- 07:25 スポーツ情報 - 元々は「コバヤシスポーツ」「コンテツスポーツ」というタイトルであったが、小林降板後は単に「スポーツ情報」となる。
- 07:40 KBC交通情報
- 07:43 島田洋七の朝から言わせろ!!（事前収録）
- 07:50 ラジオで芸能オッショイ ○ - 放送時間拡大により2020年9月に一旦終了して以来の再開。パートナーがメインで進行。特に金曜は「岡田理沙のツッコませて頂きます」の副題あり。（後述の第2期でも近藤、岡田コンビがパーソナリティ(曜日問わず。2023年3月15日、5月5、17日が該当)担当時にこのコーナーが復活していたが後に終了。）
- 08:00 栄作のお天気お答えしまーす!
- 08:08 KBCニュース ここ大事! ○ 
  - （月～木）6時台とほぼ同じ内容のニュース。
  - （金）「聞き耳」- リスナーから「今一番聞きたい曲」を週替わりのテーマに沿って答えてもらう。テーマ紹介は6時のオープニングにて行われるがこの時間が本題コーナー。一番多かった回答の曲を「モーニング」のエンディングにて流す。
- 08:20 アサリポ～アサデス。報道情報センター～ - 4月から10月1日までは曜日替わりで前述のリポーターをはじめとした多様なジャンルのレポート。10月4日からは「ブランチ」の9:10から「アサデス。報道情報センター」が枠移動になり「アサリポ」と統合。
- 08:35 スズキ・ハッピーモーニング 羽田美智子のいってらっしゃい（ニッポン放送）
- 08:40 KBC交通情報
- 08:43 KBC天気予報
- 08:46 西田たかのりのホークス★キラリ

ブランチ
- 09:00 ブランチ オープニング〜9時の話題
- 09:10 あさプチ - 2021年10月4日スタート。コンビニ新商品やキャンペーン、福岡県内でのイベントの情報といった身近な「プチ」情報を伝えるコーナー。
- 09:40 中継・ふるさとWish
- 09:55 GoGoトピックス - 『KBCニュース』の改題版。「ブランチ」と『PAO〜N』内ではこのタイトルで放送。
- 10:00 沼る最高会議 - 週ごとに「〇〇沼」のテーマがあり、そのテーマに関してのめりこんでいる人を「沼リスト」と呼称し、電話でトークを展開する。
- 10:20 中継・アイタカーリポート
- 10:45
  - （月・火）岩本初恵の幸せをつれてくる言葉（熊本放送）
  - （水）みんなで防災!
- 10:55 GoGoトピックス
- 11:00 テレフォン人生相談（ニッポン放送）
- 11:20
  - （月〜木）テレフォン人生相談、でしたっ！ - 「今日もしゃべり好き」のコーナーを半年ぶりに再開。直前に放送されたテレフォン人生相談の内容に絡む話題を繰り広げる。
  - （金）コンテツコンカツ - 2022年3月限定。近藤の「パートナー」探しをコンセプトに、リスナーと電話で会話する。近藤と元妻の項にある通り、近藤は結婚後離婚している。その後は独身を貫いているが、2021年の年末は誰とも会話をしなかったと年明けの放送中に激白。そのことがネタにされてのコーナー開始となる。ちなみにタイトルコールはドラえもんの口調であり、テーマソングもドラえもんの歌。
- 11:35 久光製薬 リラックスタイム〜ホグシノジカン ●
- 11:55 GoGoトピックス
- 12:00 
  - （月～水）福岡ふるさと検定 - ふるさとWishの中継先に関する検定問題を出題する。検定本を出版するのが目標。
  - （木）発信!GT-R - 「KBC地域リポーター」に電話をつなぎ、その地域ならではの情報を伝えてもらう。GT-Rは「じもっ!てぃ!らじお!」の略。なお、第1期終了後は第2期ではなく富田薫と奥田智子がパーソナリティの「ナニニヨニヨニ」（2023年度からは「ヒルマニ」、パーソナリティは2023年度は三澤澄也、2024年は加藤恭子）の木曜のコーナーとして継続。
  - （金）井上モニカ - 2022年3月開始。リスナーからテーマに沿った曲の替え歌を募集し、その替え歌を近藤が歌い、その内容が面白いかつまらないかを井上志帆子が判定するネタコーナー。判定方法は井上が加えるハーモニカの音が鳴ったら合格、鳴らなかったら不合格。合格者の中で最も面白かった「MVP」に賞金3,000円を贈呈。テーマソングは吉川晃司の「モニカ」。第2期も木曜日に移動して継続。
  - （不定期）オヒルデス。- テーマに関する話題等を繰り広げる。週によってはリスナーと電話をつなぐこともある。
- 12:25 エンディング

過去のコーナー
- （モーニング水曜）耳ガチャリピート - インパクトのある音楽を紹介する。
- （モーニング木曜）福岡のゴイスーな人列伝 - 小林が福岡の実業家にインタビューを行う。翌々週月曜、前述の「アサデス。ラジオmore」にて再編集・再放送。
- （ブランチ木曜）アサデス。10分クッキング - 小林と百市が調理スタジオに移動。調理中のBGMは2018年までのKBCホークスナイターのテーマ音楽「爆走!スノーモービル」。調理レシピは放送後公式Instagramにアップロードされる。2021年9月30日終了。
- （ブランチ金曜）何の料理でSHOW - 井上志帆子が赴く飲食店の外観と調理音をヒントに当該店・料理名を当てるクイズ。毎週正解者リスナーのうち1名に賞金3,000円を贈呈するが、正解者なしの場合は翌週に持ち越し。2021年10月1日終了。
- （ブランチ金曜）この曲何でSHOW - 2021年10月8日開始。井上志帆子が福岡にゆかりのある歌手の歌をリコーダーで演奏し、その曲を当てるクイズ。前述の「何の料理でSHOW」同様、正解者リスナーの中から1名に賞金3,000円を贈呈するが、正解者なしの場合は翌週に持ち越し。演奏は練習なし・譜面なし、尚且つ曲を聴きながらのファーストテイクなのでリズム・音節はほぼ合っているが音程がかなりずれている。そのため簡単には判別不可能。2022年2月25日終了。

### 放送休止
- 2021年12月31日 - 30日をもって年内放送を終了。31日は『大晦日はドント・ストップ』に代わって5時台は『グッドモーニングKBC 年末スペシャル』、6時台以降は『こちら残念斬られ隊 長浜支所』（6:00 - 12:00。波田陽区、ノボせもん なべ）と『早川裕章の去る一年、来る一年』を放送。
- 2022年1月3日 - 6:00 - 7:55で『アサデス。ラジオ 新春スペシャル』を軽部の進行で放送。5時台は『グッドモーニングKBC 新春スペシャル』『AIシャッフルミュージック』、8時以降は『第98回東京箱根間往復大学駅伝競走実況中継』（文化放送制作）を放送。レギュラー放送は4日から開始。

## アサデス。ラジオ（第2期）
2022年3月28日から開始。放送時間は6:30 - 12:00で、これまでの3部構成を取りやめ、「アーリー」を終了させ、「モーニング」と「ブランチ」を融合させる。出演者も変更となり、小林がスポーツアナウンサーとして現場復帰するかわりに、近藤がスポーツアナウンサーと兼務する形で担当。また、これまでの「モーニング」「ブランチ」のパートナーがシャッフルされてメインとともに5時間半担当する。コメンテーターについては火曜と水曜の担当が交換となった以外は第1期よりの変更はないが、出演時間はコメンテーターの都合により変動が生じる。また、9月26日からは金曜日を除き10時台より第3のパーソナリティ「バディ」が加入することに。（ただし2023年3月3日の放送は金曜日だがスペシャルバディという名目で野球解説者の鳥越裕介がゲスト出演した。）2023年4月改編からはインクルージョンが金曜日バディとして11時まで出演する。
その後、KBCテレビで改編が行われこれまでの『シリタカ!』が2024年12月20日で終了し、2025年1月6日から後継番組『ぎゅっと』がスタートすることになり、メインに当番組金曜メインの田上・月曜バディの細谷・金曜パートナーの山﨑が担当し、さらに火曜パートナーの太田も当番組に参加することが発表された。それに加え金曜バディーのインクルージョンも2025年3月末での解散を発表したことに伴い、当番組も2025年1月に、出演者の曜日異動などの現体制に移行後初の大規模リニューアルが行われることになった。同年3月31日からは月曜から木曜の放送となり金曜日はポジモン!が放送されることとなった。

### 出演者
メインパーソナリティ
- 近藤鉄太郎（月曜日～木曜日） - 第1期より出演曜日が多くなった上、金曜日にもスポット的にコーナー出演することもある。また、田上の休演時（KBCオーガスタ中継関与時や長期休暇時）は金曜日もそのままメインを務める場合がある。
- 沖繁義（金曜日）- 2025年1月10日より、2024年12月27日をもって卒業した田上の後任の金曜メインパーソナリティに就任。第2期には、2023年2月開始の『アビトーーク!』のコーナーパーソナリティとしてレギュラー出演開始（ただし前日及び当日に野球中継(実況､リポーター)に携わる場合は休演）。また正式なメイン就任までは、欠席時の代打のメインとしても出演。代演時は普通に「沖繁義」と名乗るが、「アビトーーク!」などアビスパ関連の話題で登場するときは「沖アビ義」と名乗る。

パートナー
- 石崎佳代子（月曜日） - 2022年9月5日より月曜代行。19日のみ加藤。また、「みんなで防災!」の太田祐輔解説委員のアシスタントも2023年3月まで百市の代行で務める。2023年4月より、正式に月曜パートナー。
- 原直子（トキヲイキル。火曜日） - 2022年3月31日より新就任。2025年からは太田と枠交換で火曜日に異動。
- 加藤恭子（水曜日）但し9月19日は台風情報をメインにするため月曜日であるが臨時に出演。2023年4月より時折メインパーソナリティ代行を務める場合あり。第2期開始から2024年3月29日までは水・金曜日兼任。同年4月3日から水曜日担当
- 太田江莉奈（木曜日） - 2022年12月6日より火曜代行。第1期以来の出演。2024年4月より、正式に火曜パートナーとなるが2025年からは原と枠交換で木曜日に異動。
- 柴田優子（金曜日） - メインの田上同様、2024年12月27日をもって卒業した山﨑の後任として新人アナウンサーながら2025年1月10日より金曜パートナーに就任。

コメンテーター
- 青木裕司（予備校世界史講師、毎週月曜日、6:30 - 10:00）- コメンテーターで唯一冠コーナーを持つ（「青木裕司のディープモーニング」）。2022年9月19日は台風情報をメインにするため休演。2024年3月31日までは河合塾に所属していたが当日をもって定年退職、翌4月1日からは英進館に移籍。
- 浜崎陽一郎（株式会社Fusic副社長、毎週火曜日、6:30 - 9:05頃「アサトレ。答え合わせ」まで） - 2022年度より毎週出演となると同時に火曜日担当に変更。同年9月6日は台風情報をメインにするため休演。2024年からはコメンテーターながら近藤が休演の時にアサトレ。の出題や宛先読み上げもこなす。
- 臼井賢一郎（KBC解説委員長、毎週水曜日・隔週木曜日、6:30 - 9:15頃「アサデス。報道情報センター」まで） - 浜崎の出演曜日変更に伴い入れ替わりで水曜日担当に。2023年4月に「ドキュメンタリーの現在～九州で足もとを掘る～」をRKB解説委員の神戸金史とNHKチーフディレクターの吉崎健との共著で石風社から出版。それを記念して、4月19日の「アサデス。報道情報センター」は神戸と吉崎をKBCのスタジオに招いて著書のPRを兼ねた特別コーナーとなった。なお、前日の4月18日には逆に臼井が神戸の招待でRKBの裏番組に出向いて出演しており、メインMCから「百道浜と長浜を間違えたんじゃないですよね?」といじられる一幕があった。2024年度は木下の降板に伴い隔週で木曜日も担当。
- 早川裕章（フリージャーナリスト、毎週金曜日・隔週木曜日、6:30 - 9:15頃「アサデス。報道情報センター」まで）- 第1期に続き、「報道情報センター」においては内容によって他曜日（主に水曜日に臼井休演時のコメンテーター代行として登場する場合）に出演することがある。2024年度は木下の降板に伴い隔週で木曜日も担当。長らくKBC解説委員だったが、2024年8月31日をもって退職、9月からはフリージャーナリストとなる。

「バディ」（2022年9月26日以降【金曜は2023年4月以降】、10時台から登場する第3のパーソナリティ）
- 岡田理沙（月曜日） - 第2期では、ひとまず2022年11月30日及び2023年3月15日・5月17日に代役パートナーを務める。両日とも加藤が休暇のためその代演。3月15日は第1期で金曜コンビだった近藤鉄太郎と2022年3月以来共演（11月30日は近藤が前述の理由により休演）したため第1期の人気コーナー『岡田理沙のツッコませて頂きます』が約1年振りに復活した。2023年4月からはテレビ版の金曜日メインMCに就任したことに伴い、8:45のブレンバスタータイムにも宮本啓丞に代わって出演する。2023年5月2日〜4日はメインパーソナリティ代理を担当。（もっともこの週は近藤がゴールデンウイークの特別休暇に伴い本来であれば田上が代理を担当する予定（前述の沖が代理担当時に発表）であったが、田上が新型コロナウイルスに感染し休演したための措置である）5日は近藤（田上の代演）のパートナーを担当。前述の芸能コーナーも放送。2025年より、『ぎゅっと』を担当することとなった細谷の後任として金曜のブレンバスターに加え月曜のバディとしてもレギュラー出演することになった。
- ザ・ローリングモンキー（火曜日）- 10月の第3火曜日の放送はM-1グランプリ予選出場のため休演。（代演は2022年10月18日が西田たかのりで、2023年10月17日がインクルージョン。）また2023年10月9日、11日は代行バディを担当した。（松下、西田共に別仕事にて休演したための措置。自身がレギュラーの火曜日含めて3日間連続で担当）
- 西田たかのり（水曜日） - 百道の放送局での昼番組が終了したことで出演時間が取れやすくなった
- 井上志帆子（木曜日）- 「井上モニカ」に合わせての出演
- インクルージョン（金曜日）- 後述のコーナーを担当する沖と入れ替わるため他曜日のバディより早く「ふるさとWish中継」の時間帯の後のCM明けから11時前までの出演。

コーナー出演（ブレンバスタータイム以外）
- 百市なるみ - 水曜日『みんなで防災!』担当。開始当初から月曜日のパートナーを務めたが2022年6月6日放送にて第二子妊娠を発表。2022年8月29日放送分をもって産休に入った。2023年4月、『アサデス。ラジオ』内のコーナーと『ハッピーアワー』にて産休から復帰。
- 太田祐輔 - 水曜日『みんなで防災!』担当。
- 武内裕之 - 2022年10月より『島田洋七の朝から言わせろ!』アシスタント担当。（9月までは居内陽平が担当。）
- 小柳有紀 - 第1期に引き続き『島田洋七の朝から言わせろ!』アシスタント担当。

代役
- 三澤澄也 - 2022年5月3日・5日にメインパーソナリティを務める。近藤が4月30日に発熱があり医療機関受診の結果新型コロナウイルスに感染したことが発覚したため5月9日まで休演となり、その代演（残りの2日・4日・9日は田上が代演）。なお本来この時間、三澤は『アサデス。7』のメインMCを務めているが、代演日は『アサデス。7』は放送休止となっている。
- 軽部明香里 - 2022年5月4日・6日にパートナーを務める。近藤と同週に加藤も新型コロナウイルスに感染したためその代演。
- 石崎佳代子 - 2022年8月2日・15日にパートナーを務める。2日は山崎の夏季休暇、15日は百市が家族の体調不良による休演のためそれぞれ代演。前述通り現在は月曜パートナーに就任。2023年5月3、4日は岡田のパートナーとして出演。（加藤恭子及び原直子の休演に伴う措置）
- 小鹿潤 - 2023年2月13日と6月9日にバディを務める。前者は前述の松下の代演（6月19日も該当）。後者はインクルージョンとの代演（7月21日も該当。その場合は12時まで出演）で、当日はローリングモンキーのムサシも加わり、即席で漫才も披露した。10月17日と11月27日・28日は近藤に変わってメインパーソナリティ代行を、11月17日は加藤に変わってパートナー代行をそれぞれ務めた。
- 前田 輔（KBC報道情報センター編集長）2023年10月18日に臼井、2024年2月29日に木下に代わってコメンテーター代行で出演。日本ラグビー協会の公認レフェリーの資格を保持していることもあり、2023年のラグビーワールドカップ開催時期はニュースここ大事のコーナーにゲスト出演していた。
- 長岡大雅 - 2025年3月13日に近藤の春休みの為、メインを担当。

過去
- 田上和延（金曜日メイン） - 2022年4月1日より新就任。早朝枠としては『Morning Wave』以来6年ぶり、ラジオの生ワイドとしては『ガブリナ』以来､アサデス。シリーズとしては『土曜もアサデス。』以来それぞれ4年ぶりに復帰。また、近藤の休演時には他曜日の代役を務めることもある。2022年11月28日からは近藤が福岡国際マラソン（12月4日開催）のメイン実況や取材などマラソン関連に専念する関係上番組を休演するため1週間メインパーソナリティを担当した（なお田上本人は福岡国際マラソンの中継には直接関与しないが、KBC Sunday Music Hour内で速報担当として出演した。）。2025年1月6日から『ぎゅっと』を担当することになり2024年12月27日をもって卒業。
- 山﨑萌絵（火曜日→金曜日パートナー） - 第2期開始当初は火曜日担当。2022年9月20日放送にて第二子妊娠を発表。11月29日放送分をもって産休に入った。産休復帰後2024年2月21日放送分（水曜日）で加藤が休暇時の代演パートナーとして番組に復帰。3月14日は代役メインを務める。4月5日から金曜日担当。金曜メインだった田上と同じく2025年1月6日から『ぎゅっと』を担当することになり2024年12月27日をもって卒業。
- 松下由依（月曜日バディ）- 第1期の9月に一時降板して以来の復帰。また、金曜に限り加藤が休暇時の代演パートナーを務める。但し2023年4月〜2024年1月までは自身がシリタカ!の金曜日ニュースMCを担当していたため出演不可であった。2024年3月末日KBC退社により同年3月25日放送分をもって降板。
- 細谷めぐみ（月曜日バディ）- 松下の後任として2024年4月1日に就任。2022年3月までの「ブランチ」以来の復帰。復帰初日が第2子の産休育休明けの第一声となった。7月4日(木)はメインパーソナリティ代行を担当。金曜パーソナリティだった田上・山崎と同じく2025年1月6日から『ぎゅっと』を担当することになり2024年12月30日をもって卒業。
- 木下敏之（木曜日コメンテーターで6:30 - 8:35に出演、福岡大学経済学部教授） - 共演パーソナリティの近藤と原が福大出身のためか、三人で「福大トリオ」と称された。2024年3月28日をもって降板。

#### 出演者の変遷
| 22.03.28 | 22.09.02 | 近藤鉄太郎 | 田上和延 | 百市なるみ | 山﨑萌絵   | 加藤恭子 | 原直子     | 加藤恭子 |            |                        |              |            |                  |
| 22.09.05 | 22.09.30 | 近藤鉄太郎 | 田上和延 | 石崎佳代子 | 山﨑萌絵   | 加藤恭子 | 原直子     | 加藤恭子 |            |                        |              |            |                  |
| 22.10.03 | 23.12.02 | 近藤鉄太郎 | 田上和延 | 石崎佳代子 | 山﨑萌絵   | 加藤恭子 | 原直子     | 加藤恭子 | 松下由依   | ザ・ローリングモンキー | 西田たかのり | 井上志帆子 |                  |
| 22.12.05 | 23.03.31 | 近藤鉄太郎 | 田上和延 | 石崎佳代子 | 太田江莉奈 | 加藤恭子 | 原直子     | 加藤恭子 | 松下由依   | ザ・ローリングモンキー | 西田たかのり | 井上志帆子 |                  |
| 23.04.03 | 24.03.29 | 近藤鉄太郎 | 田上和延 | 石崎佳代子 | 太田江莉奈 | 加藤恭子 | 原直子     | 加藤恭子 | 松下由依   | ザ・ローリングモンキー | 西田たかのり | 井上志帆子 | インクルージョン |
| 24.04.01 | 24.12.30 | 近藤鉄太郎 | 田上和延 | 石崎佳代子 | 太田江莉奈 | 加藤恭子 | 原直子     | 山﨑萌絵 | 細谷めぐみ | ザ・ローリングモンキー | 西田たかのり | 井上志帆子 | インクルージョン |
| 25.01.06 | 25.03.28 | 近藤鉄太郎 | 沖繁義   | 石崎佳代子 | 原直子     | 加藤恭子 | 太田江莉奈 | 柴田優子 | 岡田理沙   | ザ・ローリングモンキー | 西田たかのり | 井上志帆子 | インクルージョン |

### タイムテーブル
○：『アサデス。KBC』内の同名コーナーと連動

●：企画ネット枠（本編をKBCで独自に制作）

生放送番組のため、時刻は目安。
- 06:30 オープニング - 近藤が第1期途中から採用した決め台詞「ラジオの前の、radikoの前のあなたも一緒に、今日も一日、がんばっていきま～っしょい!!!（田上は『マイペースでいきま～っしょい!!!』）」で締める。
- 06:36 ニュース ここ大事! ○
- 06:45 天気予報
- 06:50 ジャパネットたかたラジオショッピング - 事前収録。進行役は富田薫。
- 07:00 億千万メニュー - タイトルコールなし。月曜から木曜はスポーツ紙一面拾い読みで、金曜は「今日は何の日」の紹介[注 7]。ちなみに番組開始当初はテンションが上がる曲がかかるコーナーだった。
- 07:05 7時のアサトピ～今朝の三枚おろし ○● - 武田鉄矢（KBCの本社がある福岡市の出身）がパーソナリティを務める『武田鉄矢・今朝の三枚おろし』（文化放送制作）から、スポンサーのCMのみ放送。この時間はストレートニュースを中心に放送。なお、億千万メニューの内容（スポーツ紙一面拾い読みもしくは「今日は何の日」）と連動してBGMも違う。
- 07:20 天気予報
- 07:25 交通情報
- 07:30 アサトレ。- 頭をひねる「頭の体操」、出題編。正解者リスナーの中から1名に賞金4,000円を贈呈。月曜〜木曜は近藤が、金曜は山崎（2024年3月までは田上及び加藤）が出題者となる。
- 07:33 ニュース ここ大事! ○● - 『お早うネットワーク』のスポンサーのCMのみ放送。放送内容はニッポン放送制作全国ネットの『お早う! ニュースネットワーク』と似通っており、コメンテーターによるニュース解説。なお、この時間は第1期のフォーカス・インを改題の上「深掘りのコーナー」として統合することとなった。
- 07:50 ブレンバスタータイムⅠ - タイトルコールなし。コーナー名は第二期放送開始時の公式HPのタイムテーブルより。フリーコーナーで、当該時間にはこのコーナー名がつく。この時間は、通常はスポーツ関連のストレートニュースだが、岡田理沙が代演パートナーかつメインが近藤の場合は「ラジオで芸能オッショイ○」となる。当然第一期同様「岡田理沙のツッコませて頂きます」の副題も健在していたが、11月15日を以ってコーナー終了[注 8]。
- 07:54 島田洋七の朝から言わせろ!!（事前収録。2023年3月までは7:50分前後に放送されていたが4月改編で7:54分に固定と同時に番組表でも独立番組扱いとなる）
- 08:00 子どものひと声 - 一般公募で子どもが8時の時報をスピーチとともに告げる。
- 08:02 西田たかのり スポーツ☆きらり ○ - 第1期の「コバヤシスポーツ」「コンテツスポーツ」から改題、テレビ版と同名コーナーに。この時間から、テレビ版から連続出演となる西田たかのりが合流（西田不在時はスポーツ☆キラリ当該曜日担当のアナウンサーが代理出演）。なお、アビスパ福岡関連（KBCでアビスパ戦が中継される時）は石井裕二(ファンタジスタ石井)や沖繁義が登場する場合がある。 火曜日は第1期に続き森福允彦が出演。
- 08:11 栄作のお天気お答えしまーす!
- 08:16 交通情報
- 08:20 ニュース ここ大事! ○ - 前日にアビスパ福岡の試合が開催された際はこの時間を使ってアビトーークの番外編「アビわちゃ」として放送される場合がある。（気象予報士の尾澤功や沖繁義（沖アビ義名義）などがゲスト扱いで出演する）
- 08:35 スズキ・ハッピーモーニング 羽田美智子のいってらっしゃい（ニッポン放送）
- 08:40 アサデス。アプリのアサポイコード発表
- 08:41 交通情報
- 08:43 天気予報
- 08:45 ブレンバスタータイムⅡ - この時間はテレビの『アサデス。』を終えた後の宮本啓丞（2023年4月より金曜日は岡田理沙）が出演。但し宮本休演時は代理MCを務めるアナウンサーが登場する場合がある。2023年1月16日の放送はテレビ版からゲスト出演したホークス投手コーチの斎藤和巳が西田たかのりスポーツ☆きらりから続けて出演した。（西田たかのりもそのまま登場している。）同年2月15日は同じくテレビ版に出演している関係からか男女TikTokユニットのばりやわとんこつ（新谷あやかがスポーツ☆キラリに出演したため。詳しくは前述参照）が出演した。2022年9月頃迄はコーナーの締めゼリフとして『お楽しみは〜これからだ！』という決めゼリフでコーナーを締めていた。
- 09:00 アサトレ。答え合わせ
- 09:05 
  - （月）青木裕司のディープモーニング - 週替わりのテーマに沿った音楽を青木独自の選曲で流す。
  - （火～金）アサデス。報道情報センター - 報道情報局やテレビ版のスタッフが出演するが、日によっては早川解説委員（金曜以外）や岡田理沙、いわぶ見梨が出演することもある。
  - 2月のこの時間は宮崎からのホークスのキャンプレポート・8～9月は『水と緑の物語』の企画レポート・11～12月は『KBCラジオ・チャリティー・ミュージックソン』の企画レポートの時間となる。0
- 09:20 ラジオショッピング
- 09:30 KBCふるさとWish中継 - 2024年4月より、レポーターは月曜が新原菜摘（元アイタガール）、火曜～木曜が杉山39、金曜が徳永玲子。
- 09:38 （金）「バディ」加入オープニングトーク- 金曜のみ「アビトーーク!!」の兼ね合いで前倒し。金曜バディはこの時間から11時前までの出演となる。
- 09:43 KBC MUSIC SPLASH
- 09:48 交通情報
- 09:53 ニュース - 2023年度までのこの時間は松本みつるが担当。また、同時間帯の交通情報から天気予報までは男性パーソナリティがコーナー紹介、提供読み、担当者紹介を行う。（近藤の場合は〇〇さんどうぞ、田上や代行パーソナリティの場合は〇〇さんお願いしますと呼び込む）
- 09:55 天気予報
- 10:00
  - （月～木）「バディ」加入オープニングトーク - 金曜以外のバディはこの時間からの出演。なお火曜日はローリングモンキーの漫才が披露される。
  - （金）たのさんぽ - 街を歩かないと巡り合えない店や穴場スポットなど週末に向けたお出かけ情報を紹介する。なお、田上休演時は加藤・近藤・沖が代打を務め、その場合のコーナー名はそれぞれ「きょんさんぽ」「てつさんぽ」「おきさんぽ」となる。（ただし、加藤は田上が出演時に代わって紹介したこともある）2024年4月からは山崎、インクルージョンの2人も加わりコーナー名もそれぞれ「もえさんぽ」(山崎)、「よねさんぽ」（インクルージョン米沢)、「さかさんぽ」(インクルージョン坂下)となる。
- 10:10 アサデス。タイムショック - リスナーに電話をつなぎ、本家のタイムショック同様1分間で12問のクイズに答えてもらう。全問正解で1万円、10問・11問正解で3000円のクオカードがプレゼントされる。なお、正解が3問以下の場合、解答者がペナルティを受ける本家とは異なり、当番組では出演者がモノマネペナルティを受ける[注 9]。また、スペシャルゲストが登場する時もあり、その際は当日のスペシャルゲストが挑戦する。
- 10:20 中継・アイタカーリポート
- 10:32 ラジオショッピング
- 10:37（木）井上モニカPartⅡ - 第1期から続投。流れも第1期と同じで、テーマソングも第1期に続き吉川晃司の『モニカ』を引き続き使用。2022年10月13日からはタイトルに「PartⅡ」が加わり、曲ではなく「格言」を題材にする形式に変更される。最近は紹介する最後のネタは近藤のものまねをムチャぶりするネタが多い。
- 10:45（水）みんなで防災!
- 10:50 交通情報
- 10:53 ニュース
- 10:55 天気予報
- 11:00 テレフォン人生相談（ニッポン放送）
- 11:19 
  - （月～木）アサニュー。- 週替わりコーナー。
  - （金）アビトーーク! - アビスパ福岡応援コーナー。テーマ曲は、ヴァン・ヘイレンの「Jump」[注 10]。
- 11:29 ラジオショッピング
- 11:35 久光製薬 リラックスタイム〜ホグシノジカン ●
- 11:40 ブレンバスタータイムⅢ
- 11:45 交通情報
- 11:48 ニュース
- 11:48 ニュース
- 11:50 天気予報
- 11:55 エンディング - 締めはパートナーが「コンテツ（田上、沖（シゲオキヨシ）、岡田、加藤（カトキョン）、小鹿）さん、今日のアサデスラジオ、もう終わっちゃうんですか??」と発した後メインによる「バカヤロー、まだ始まっちゃいねぇよ」の決め台詞で締める。
  - 変則的な返しのパターンもあり、2023年10月17日に小鹿が代演した時は小鹿が翌日の同番組と「あさモニ」（火、水曜は小鹿自身が出演）の番宣の後「バカヤロー！天下取るぞ」と返したり、田上も11月16日の代演時に七五三調で「アサデスラジオ、本日は、終わり」と返したことがある。
  - さらに近藤が休暇を取った2024年3月11日〜15日の週はパーソナリティによって締めの言葉が異なっており、月曜は沖が通常通りの締め（バカヤロー、まだ始まっちゃいねぇよ～）、火曜はパートナーの太田江莉奈が相方の名前を言い間違えたためそれを受けて小鹿が『バカヤロー、コンテツじゃねえよ！』､水曜は加藤が（この日近藤の代役の小鹿はパートナーの役回りで、メイン代理は加藤）『はい、終わらせて頂きます！ありがとうございました。』､木曜は山崎が（この日はパートナーの原が山崎さんではなく萌絵ちゃんと言っていた）『じゃあ来週も来ちゃおうかな〜､ウソで〜す！』、金曜日は田上がメインのため後述の金曜恒例の締めとなった。
- 金曜日に田上がメインの場合はジョークやダジャレ・発言ネタを交えた次番組（富田薫・奥田智子の「ナニニヨニヨニ」→居内陽平の「ヒルマニ」）の番組紹介となっている。ただし、2022年7月8日は安倍晋三銃撃事件の速報を流した関係か事態が事態だけにこの形式は自粛。また田上は第二期開始当初は他曜日の代演時も金曜と同じ形式で締めていたが、近藤が2022年の福岡国際マラソンの準備のために休演した週の代演時からは「バカヤロー…」で締めている。ちなみにこの週は月曜は田上、水曜は代演パートナーの岡田、木曜は原直子が「バカヤロー…」で締めているが、火曜は山崎が産休前最後の出演だったためか自ら考案した台詞で番組を締めている。
  - 金曜日に近藤がメインの時は他曜日同様「バカヤロー…」締めだが、パートナーの加藤・山崎が「今週のアサデス。ラジオ、もう終わっちゃうんですか??」と振ることがある。これは第1期の岡田の言い回しと同じ。
  - 同じく金曜日に沖がメインのときは、2023年12月1日は二日後に福岡国際マラソンと同時間にアビスパ福岡とサンフレッチェ広島のJ1最終節の試合が行われ且つKBCラジオでも沖が担当の実況中継があったためその番宣で、2024年11月15日は沖が国際マラソンのメイン実況を務めたためアビスパのホーム最終戦（対浦和レッズ）と合わせての告知で締めている。

過去のコーナー
- キキミミ - 第1期の「聞き耳」とは全く違い、プレゼントやイベントのプレゼンを芸人が行う。プレゼンターは月曜から木曜はザ・ローリングモンキーで、金曜はインクルージョン。
- （月～木）コンテツビッグバン - 曜日がわりのサブカルチャー情報コーナー。バディ登場をもって終了。
  - （月）ファッションおじさん - 男性向けファッション
  - （火）食いしん坊将軍 - 各地から集まった逸品を味わっていただく
  - （水）音楽にほえろ! - 「音楽に詳しくない人でも音楽を楽しんでもらえるように」がコンセプト
  - （木）動画してるぜ! - 映画・ドラマ・配信サイトの注目作品を紹介
    - ちなみにコンテツビッグバン終了後も継続放送されている「たのさんぽ」はもともと金曜日の上記コーナーの時間帯（10時00分）に放送され、「コンテツビッグバン」の代わりに「爆発するほどのビッグバンな情報を曜日替りでお届けするコーナー」との前説があり、事実上同コーナーの金曜版として開始された。
- （月）稲川かよこのオモコワい話 - 稲川淳二に師事を受けた石崎が怖い口調で面白い話を披露する。2023年3月終了したが毎年夏の時期に復活する。